# Галанидис, Константинос
Константинос Галанидис (греч. Κώστας Γαλανίδης; род. 1 сентября 1990, Ханья) — греческий ватерполист, вратарь сборной Греции. Серебряный призёр летних Олимпийских игр 2020 года, бронзовый призёр Средиземноморских игр 2013 года.

## Карьера
На клубном уровне Константинос Галанидис в основном играл за чемпионов серии «Олимпиакос» из Греции.
Галанидис был запасным вратарем в национальной сборной в 2013 году. В июне 2013 года на Средиземноморских играх, которые проходили в турецком Мерсине греки заняли третье место после Хорватии и Испании, а Галанидис получил бронзовую медаль. Месяц спустя на чемпионате мира в Барселоне греки уступили в четвертьфинале команде Венгрии, в итоге заняв шестое место, в составе Греции играл Константинос Галанидис.
В 2021 году принимал участие в летних Олимпийских играх в Токио, где греки неожиданно дошли до финала, уступив в решающем матче сербам и завоевали серебряные медали. В составе греческой сборной играл Галанидис, выходил на замену в матче группового раунда против ЮАР.